# Quiina florida
Quiina florida är en tvåhjärtbladig växtart som beskrevs av Louis René Tulasne. Quiina florida ingår i släktet Quiina och familjen Ochnaceae. Inga underarter finns listade i Catalogue of Life.